# Parey (Havelaue)
Parey ist ein Ortsteil der Gemeinde Havelaue im Landkreis Havelland im Westen des Landes Brandenburg. Der Ort gehört dem Amt Rhinow an und war bis zum 31. Dezember 2001 eine eigenständige Gemeinde.

## Lage
Parey liegt am Rand des Feuchtgebietes Untere Havel Nord, unmittelbar am Ostufer der Havel und an der Grenze zu Sachsen-Anhalt. Der Ort liegt zehn Kilometer Luftlinie nordwestlich von Rathenow. Die Gemarkung Pareys grenzt im Norden an Gülpe und Wolsier, im Nordosten an Spaatz, im Osten an Hohennauen, im Süden an Grütz, im Westen an Schollene und im Nordwesten an Molkenberg. Auf der Gemarkung von Parey liegt der Wohnplatz Kreuzberg.
Westlich von Parey liegt der Pareyer See. In das Sackgassendorf führt die Kreisstraße 6323, die Bundesstraße 102 ist etwa sieben Kilometer entfernt.

## Geschichte

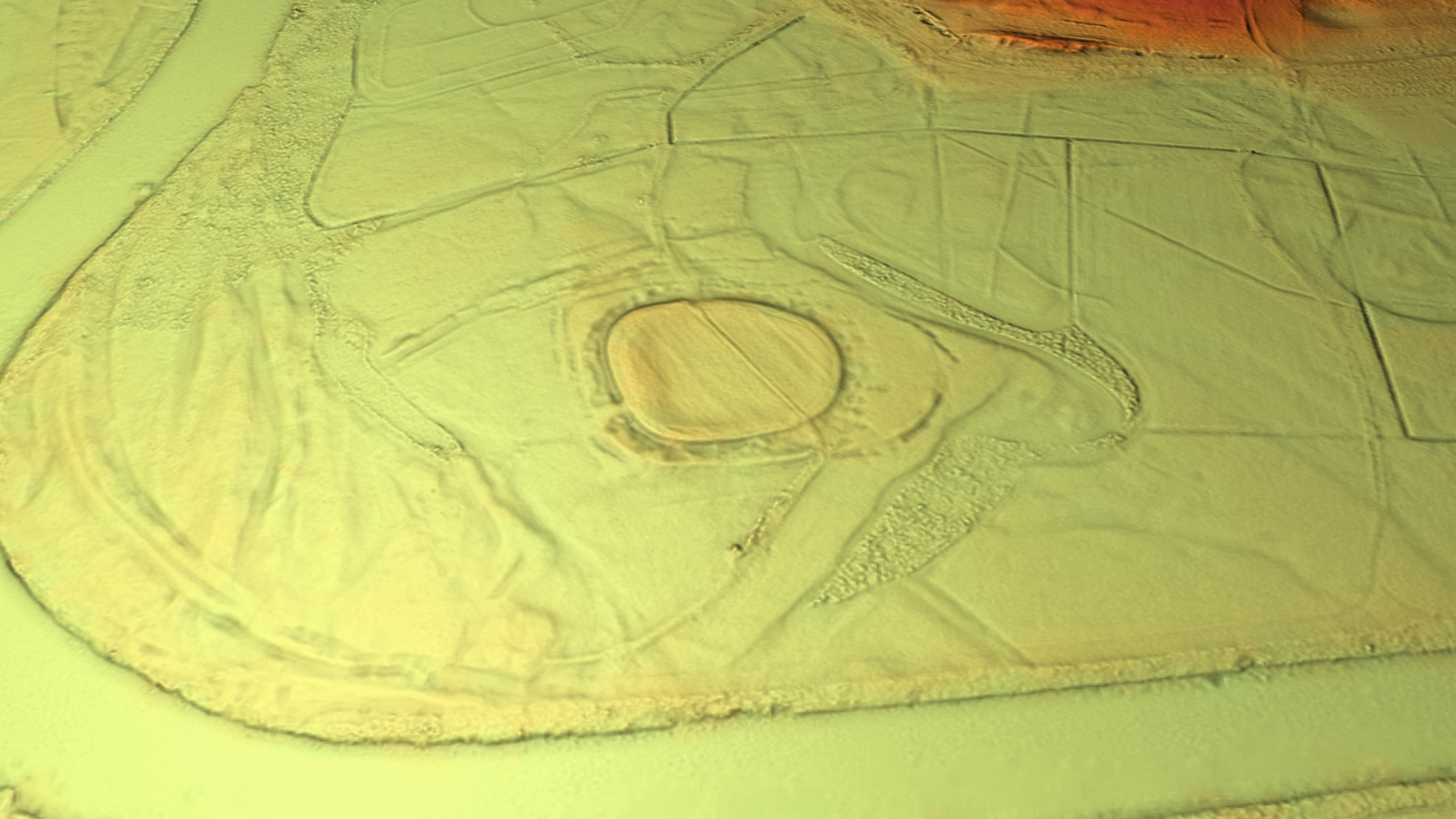
Burgwall Parey im Zentrum, südlich von Parey gelegen (Geländemodell)

In der Gemarkung von Parey liegt der Burgwall Parey, ein bronzezeitlicher und später slawischer Burgwall, der auf eine frühe Besiedelung des Ortes hinweist. Parey wurde 1450 erstmals urkundlich erwähnt. Der Ortsname deutet auf eine slawische Ortsgründung hin, er bedeutet „Siedlung am Strom“ und bezieht sich auf die Lage des Ortes an der Havel. Haupteinkommensquelle der Einwohner von Parey war die Fischerei, Landwirtschaft war nur wenig vertreten. Im Jahr 1831 brannte die alte Dorfkirche von Parey ab, kurz darauf wurde die Kirche neu errichtet. Der Turm wurde 1841 angefügt, die Glocke aus dem Jahr 1549 stammt noch aus dem Vorgängerbau.
Parey gehörte seit 1817 zum Kreis Westhavelland in der preußischen Provinz Brandenburg. Am 25. Juli 1952 wurde der Landkreis aufgelöst und die Gemeinde gehörte fortan zum Kreis Rathenow im DDR-Bezirk Potsdam. Nach der Wiedervereinigung lag die Gemeinde im Landkreis Rathenow, seit dem 6. Dezember 1993 ist der Ort Teil des neu gegründeten Landkreises Havelland. Am 31. Dezember 2001 fusionierte Parey mit den Gemeinden Gülpe, Spaatz, Strodehne und Wolsier zur Gemeinde Havelaue.

## Bevölkerungsentwicklung
| Jahr | Einwohner |
| ---- | --------- |
| 1875 | 143       |
| 1890 | 135       |
| 1910 | 172       |

| Jahr | Einwohner |
| ---- | --------- |
| 1925 | 147       |
| 1933 | 146       |
| 1939 | 129       |

| Jahr | Einwohner |
| ---- | --------- |
| 1946 | 232       |
| 1950 | 176       |
| 1964 | 140       |

| Jahr | Einwohner |
| ---- | --------- |
| 1971 | 141       |
| 1981 | 88        |
| 1989 | 80        |

| Jahr | Einwohner |
| ---- | --------- |
| 1995 | 67        |
| 2000 | 72        |

Gebietsstand des jeweiligen Jahres